# ÖBB-Fernsteuerkonzept
Das ÖBB-Fernsteuerkonzept ist ein auf dem Wire Train Bus aufbauendes System der Österreicherischen Bundesbahnen (ÖBB) für die Fernsteuerung von Triebfahrzeugen. Unter dem Begriff Fernsteuerung versteht man sowohl Mehrfachtraktion, Tandemsteuerung oder Wendezugsteuerung. Funkfernsteuerung wie bei Verschublokomotiven üblich wird im ÖBB-Fernsteuerkonzept nicht behandelt.
Neben den ÖBB verwenden auch mehrere andere Eisenbahnverkehrsunternehmen das ÖBB-Fernsteuerkonzept.

## Vorgeschichte
Obwohl es bereits bei vielen Bahnverwaltungen üblich war, beschränkte sich der Einsatz der Fernsteuerung bei den ÖBB bis Mitte der 1980er Jahre auf Triebwagen und wenige Lokomotiven.

### Konventionelle Fernsteuerung

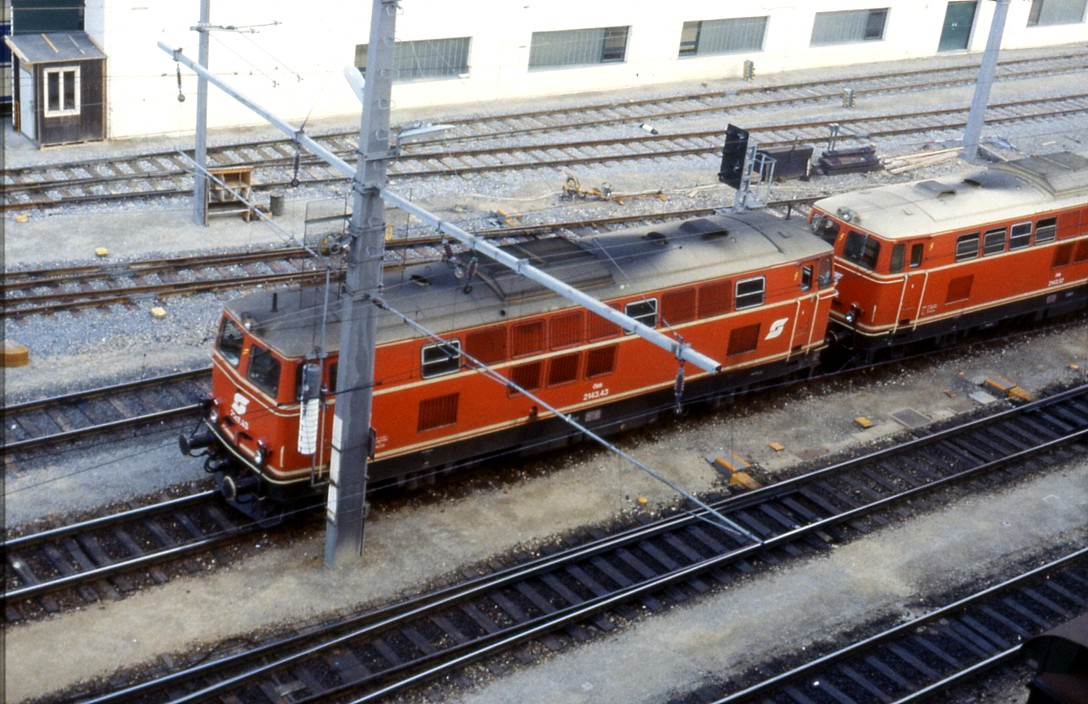
Zwei 2143 in Vielfachsteuerung

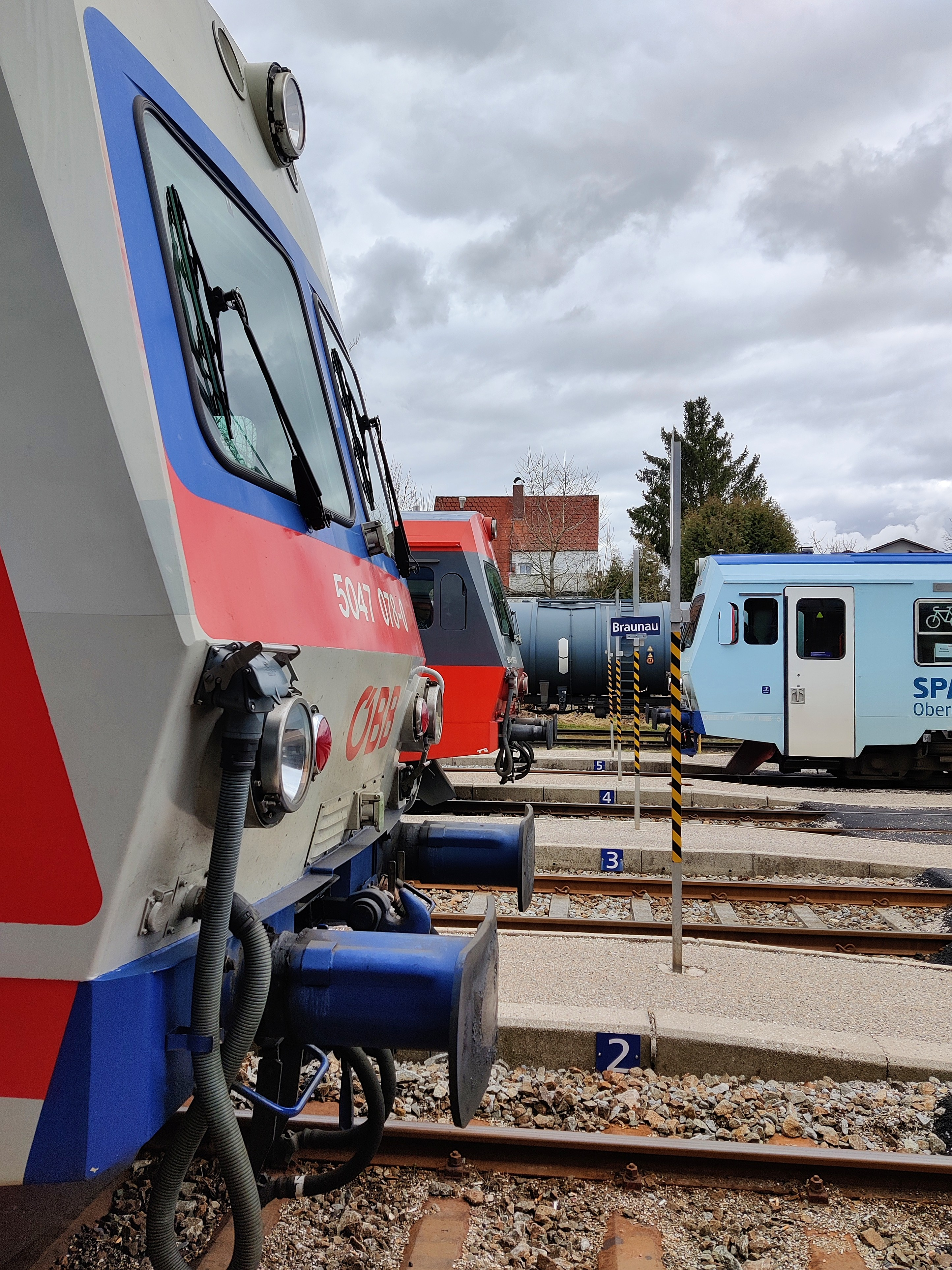
Vielfachsteuerkabel an der Front eines ÖBB 5047

Erste Versuche mit einer Doppeltraktionssteuerung wurden in Österreich mit der kkStB 1060 durchgeführt.
Erste größere Fahrzeugserie mit Fernsteuerung (sowohl mit Steuerwagen als auch für Mehrfachtraktion) der Österreichischen Bundesbahnen war die ab 1956 gelieferte Reihe 4030. Die vierteilen Nahverkehrstriebzüge übertrugen die analogen Steuerbefehle über konventionelle Steuerleitungen und die 36-poligen BBC-Stecker. Ab 1961 wurde in Vorbereitung für die Wiener Schnellbahn ab Werk bei vier Fahrzeugen die Steuerleitungen auch an den Fahrzeugenden herausgeführt (Reihe 4030.1), bei der Reihe 4030.2 kam diese bereits serienmäßig zur Anwendung, später erfolgte auch ein Umbau der restlichen Fahrzeuge. Die Dieseltriebwagen der Reihen 5045/5145 und 5046/5146 nutzten ebenfalls eine analoge parallele Übertragung der Steuerbefehle zu den Steuerwagen. Die Vielfachsteuerdosen befanden sich bei diesen Fahrzeugen neben den Scheinwerfern. Die Reihe 4010 wurde ab 1972 ebenfalls mit einer Vielfachsteuerung über die beim 4030 bewährten Steckverbindungen nachgerüstet. Mit der Umrüstung der Reihe 4030.2 erfolgte später die Steuerbefehlsübertragung erstmals bei den ÖBB über elektrische Kontakte an der Scharfenbergkupplung. Diese Form wurde auch bei der Reihe 4020 gewählt, bei der erstmals vier Triebwagen von einem Führerstand aus gesteuert werden konnten.
Aufgrund der relativ schwachen Leistung der Verschublokomotiven Reihe 2060 wurde bis zur Ordnungsnummer 73 eine rein mechanische Tandemsteuerung über eine Steuerwelle realisiert, dazu mussten die Lokomotiven aber mit den Führerständen zueinander gekuppelt werden. Auch die Reihe 2067 erwies sich später als für schwere Verschubaufgaben als zu schwach, weswegen man bei den Fahrzeugen ab Nummer 102 und 42-50 eine elektropneumatische Vielfachsteuerung nachrüstete.  Hierzu mussten diese ebenfalls Führerstand an Führerstand gekuppelt werden. Wegen der anfangs unterschiedlichen Getriebesteuerung der beiden Serien war die Tandemsteuerung nur serienintern kompatibel.
Erste Lokomotiven mit vollelektrischer Vielfachsteuerung waren die Lokomotiven der Reihe 2143 (ab Ordnungsnummer 34). Die Steuerbefehlsübertragung erfolgte ebenfalls über die konventionellen BBC-Stecker. Als Besonderheit ist dies die einzige Lokomotive der ÖBB, bei denen zwei vielfachgesteuerte Lokomotiven gemeinsam in die Zugsammelschiene einspeisen dürfen. Die Reihe 1043 erhielt, wie die Prototyplokomotiven der Reihe 1044, eine Vielfachsteuerdose an der Stirnfront, die aber nicht verwendet wurde.
Letzte Fahrzeuge mit analoger Vielfachsteuerung waren die ab 1987 gelieferten Triebwagen der Reihen 5047 und 5147 sowie die Schmalspurtriebwagen 5090.

### Zeitmultiplexsteuerung

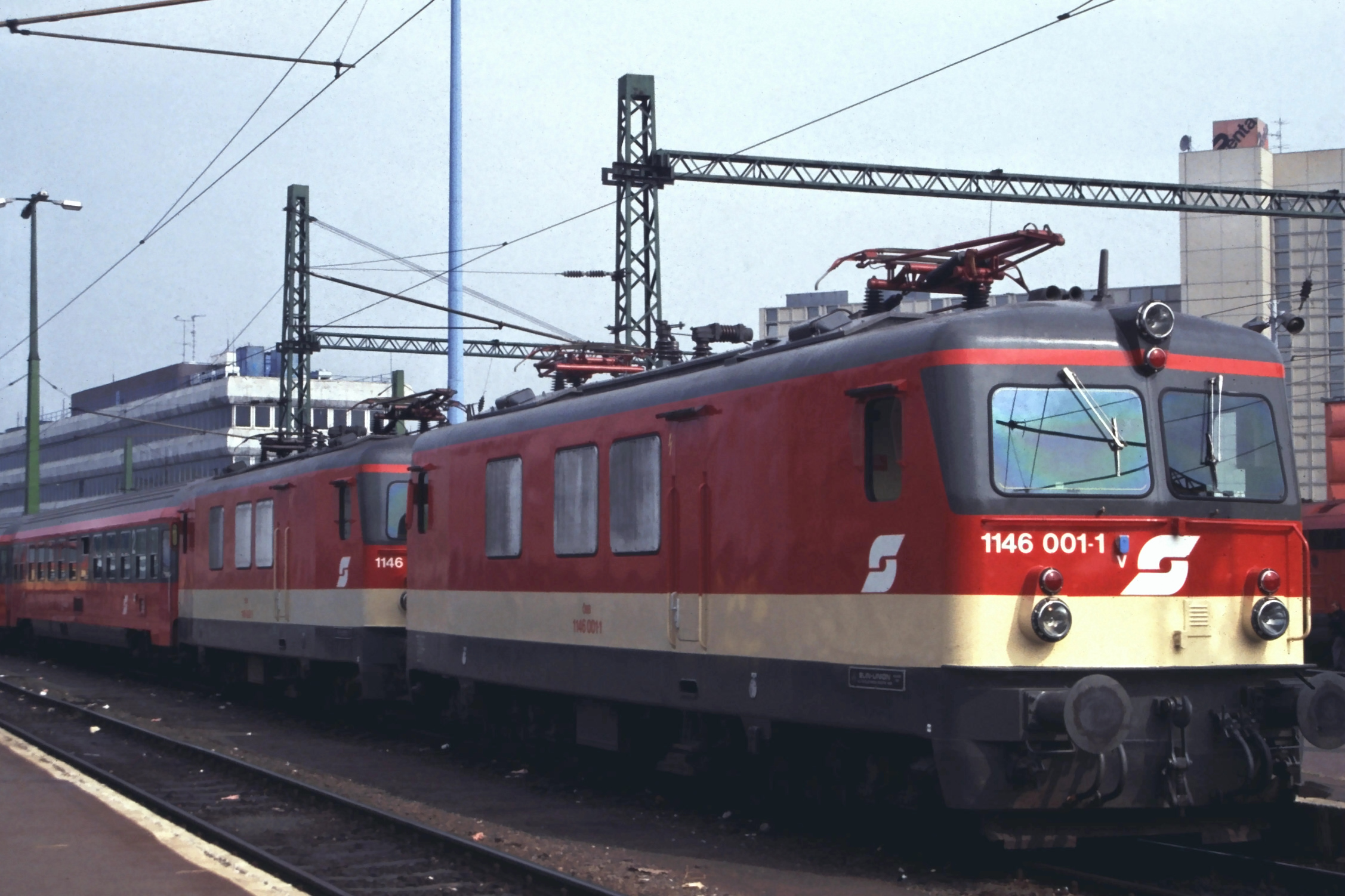
Die beiden 1146 mit dem EC Léhar in Budapest

Beim Umbau zweier Lokomotiven der Reihe 1046 zur Zweifrequenzlok 1146 erhielten diese, erstmals bei einem Fahrzeug in Österreich, eine Vielfachsteuerung, bei der die Steuerbefehlsübertragung seriell erfolgt. Die Steuerbefehle werden im Zeitmultiplexverfahren übertragen. Dieses Verfahren wurde gewählt, da international bereits gute Erfahrungen damit gesammelt wurden (siehe auch Zeitmultiplexe Wendezugsteuerung). Die Inbetriebnahme erfolgte 1987–1988. Die Lokomotiven fuhren von Beginn an sowohl in Einfach- als auch in Doppeltraktion internationale Schnellzüge, vor allem nach Budapest.
Außerdem erhielten die Zweisystemfahrzeuge der Reihe 4855 ebenfalls eine Vielfachsteuerung in Zeitmultiplextechnik.

### Zugbussteuerung außerhalb der Norm
Für die Verschublokomotiven der Reihe 2068 war anfangs ebenfalls eine Zeitmultiplexsteuerung angedacht. Aufgrund der technischen Entwicklung ließ man diese Fahrzeuge aber mit einer Zweidraht-Bussteuerung ausrüsten, bei der bereits erste Teile des Fernsteuerkonzeptes erarbeitet wurden. Die Inbetriebnahme der Fernsteuerung erfolgte 1993. Weil eine geplante Angleichung an die später ausgearbeitete Interimslösung nicht erfolgte, ist bis heute nur eine Vielfachsteuerung gleicher Bauart möglich.

## Interimslösung
Im Jahr 1989 wurde bei den Österreichischen Bundesbahnen mit der Entwicklung eines Fernsteuerkonzeptes begonnen, welches zum Ziel hatte, einen gemeinsamen Fernsteuerbetrieb von beliebigen Triebfahrzeugen zu ermöglichen. In diesem Rahmen wurden diverse Steuerfunktionen genormt. Die zu diesem Zeitpunkt zur Verfügung stehenden Multiplexverfahren konnten jedoch nicht alle Anforderungen erfüllen, weshalb ein Zugbus-Konzept weiter verfolgt wurde. Im Rahmen dieser Entwicklung wurde das Konzept auf Reisezug- und Steuerwagen sowie auf die Möglichkeit, elektrische Triebfahrzeuge und Verbrennungstriebfahrzeuge zu kombinieren, erweitert.
Das Konzept wurde Ende 1989 erstmals herausgegeben und 1990 erweitert.
Da zu diesem Zeitpunkt noch keine internationalen Normen vorlagen, musste in diesem Konzept sowohl die Art und Weise der Datenübertragung als auch die Dateninhalte festgelegt werden. Als Verbindung zwischen den Fahrzeugen wurde das 13-adriges UIC-Kabel gemäß UIC-Merkblatt 568 unter Verwendung der vorhandenen Reserveadern zu einem 15-adrigen Stecker erweitert. Über dieses zusätzliche Aderpaar wurde der Zugbus der Interimslösung übertragen.
Für die Datenübertragung wurde in internationaler Absprache folgende Norm festgelegt, die später von der UIC übernommen wurde:
- Zweidrahtverbindung nach RS 485
- Protokoll nach HDLC für die Datenübermittlung
- Master-Slave-Struktur; im Regelfall übernimmt das führende Fahrzeug die Rolle des Masters
- Zugtaufe bei Inbetriebnahme; jedem Fahrzeug wird eine logische Adresse zugewiesen.

### Telegramminhalte
Da zu diesem Zeitpunkt noch keine Norm für die Telegramminhalte der Datenübermittlung, wurden diese von den ÖBB in Zusammenarbeit mit den Lieferfirmen (hauptsächlich Siemens und ELIN-EBG Traction) ausgearbeitet. Hierbei galt es festzulegen, wie die Zugkraftvorgabe an die oft unterschiedlichen geführten Fahrzeuge weitergegeben wird, wie eine eventuelle Geschwindigkeitsregelung erfolgt sowie das Verhalten der Fahrzeugsteuerung bei einem Ausfall der Busverbindung. Zusätzlich erfolgte die Realisierung einer Fernsteuerung der direkten Bremse der Triebfahrzeuge.
Die dabei erfolgten Normungen gelten auch für den später eingeführten UIC-Zugbus.
- Die Zugkraftvorgabe erfolgt als Sollwert in Prozent, der aus den Werten der Geschwindigkeitsregelung und der Vorgabe durch den Triebfahrzeugführer gebildet wird.
- Sollwertvorgabe für die dynamische Bremse in negativen Prozent.
- In jedem Zugverband darf nur ein Geschwindigkeitsregler aktiv sein, v-Regelberechtigt ist immer das erste Triebfahrzeug im Zugverband.
- Zur Fernsteuerung der direkten Bremse wird ein zusätzliches Magnetventil verwendet, das auf dem geführten Triebfahrzeug die Zusatzbremse aktiviert.
- Bei Ausfall der Busverbindung geht das geführte Triebfahrzeug in einen sicheren Zustand über. Die Zugkraft wird schonend abgeregelt, der Hauptschalter ausgeschaltet und der Stromabnehmer gesenkt. Das Magnetventil für die Zusatzbremse schließt und löst eine eventuell feste direkte Bremse aus.

### Anwendung
Erste Anwendung erfolgte bei den Lokomotiven der Reihe 1044 ab Ordnungsnummer 216. Dabei wurde ein Fernsteuerrechner installiert, welcher der bestehenden, in konventioneller Elektronik ausgeführten Loksteuerung überlagert wurde. Die ersten Fahrzeuge, die vollständig nach Fernsteuerkonzept ausgeführt wurden, waren die Zweifrequenzlokomotiven der Reihe 1014, diese waren fernsteuermäßig vollständig mit den Maschinen der Reihe 1044 kompatibel.
Weitere Anwendung fand die Interimslösung bei den Schmalspurtriebwagen der Reihe 4090, die erstmals Steuerwagen in die Fernsteuerung einbezog. Bei der Reihe 1822 wurden nur die Loksteuerfunktionen gemäß Fernsteuerkonzept ausgeführt, weswegen nur eine artreine Vielfachsteuerung möglich ist. Die Schnellfahrlokomotiven der Reihe 1012 wurden zwar den Fernsteuerkonzept entsprechend ausgeführt, sind aber ebenfalls nur innerhalb der Reihe fernsteuerbar.
Eine weitere Verbreitung der Interimslösung hätte zu immer größeren Problemen bei der Umstellung auf den UIC-Zugbus geführt, weswegen sämtliche weitere Projekte mit diesem ausgeführt wurden.

## UIC-Zugbus
Mit der fortschreitenden Entwicklung des UIC-Zugbus und des 18-adrigen UIC-Kabels Mitte der 1990er Jahre wurde das Konzept der Interimslösung überarbeitet.

### Vorläufiger UIC-Zugbus

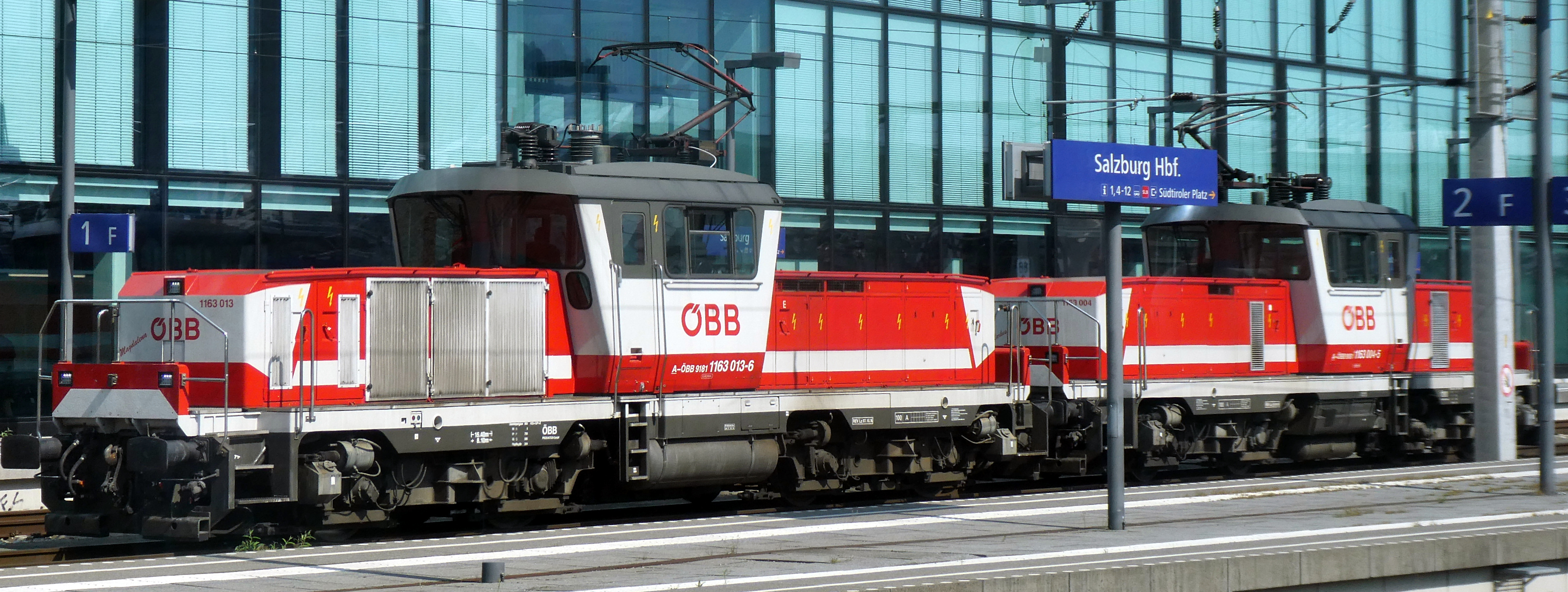
Zwei 1163 in Doppeltraktion

Mitte 1994 war es bereits möglich einen der vorläufigen Norm entsprechenden UIC-Zugbus auszuführen, ohne dass bei einer späteren Umstellung auf den endgültigen UIC-Zugbus Hardwareänderungen vonnöten sind. Daher erfolgte bei folgenden Fahrzeugen die Ausführung der Fernsteuerung gemäß vorläufiger UIC-Normen:
- Verschublokomotive Reihe 1163 (Inbetriebnahme 1995)
- Wendezugsteuerung für Reihe 1042, dadurch Umzeichnung zur 1142 (Zulassung der Fernsteuerung 1995)
- Wendezugsteuerwagen 80-75 bzw. 80-73 umgebaut aus Inlandsreisezugwagen (Zulassung ab 1996)
- Doppelstockwendezüge, erstmals mit Busanbindung von Zwischenwagen (Lieferung ab 1997)
- Zweifrequenzlok Reihe 1014 (Umbau auf UIC-Zugbus 1997)

Allerdings gab es bei den Fahrzeugen mit den Vorläuferversionen des UIC-Zugbus starke herstellerabhängige Unterschiede. Bei der Reihe 1142 und den Steuerwagen 80-75/80-73 war ein Austausch der Koppelbaugruppe erforderlich. Um den freizügigen Einsatz dieser Fahrzeuge nicht zu beeinträchtigten, mussten zunächst mit einer Softwareumstellung die etwa 100 Fahrzeuge auf einen einheitlichen Stand gebracht werden. Diese Umstellung erfolgte Ende 1997. Die Reihe 1163 diente als Referenzfahrzeug, mit dem die Tests an der neuen Software und die Inbetriebnahme neuen Doppelstockwagen erfolgte. Diese wurden 1998 ebenfalls auf eine neue Software umgestellt. Die Softwareumstellung der 1014 musste aufgrund größerer Probleme mit der Geschwindigkeitsregelung verschoben werden, weshalb sie mit gewissen dafür bestimmten Steuerwagen in einem Inselbetrieb eingesetzt werden mussten.
Bei der Vorläuferversion kam es noch zu Problemen mit der Zugtaufe, wenn mehr als zwei Teilnehmer am Bus waren. Deswegen konnten die Doppelstock-Zwischenwagen erst später an den Bus angebunden werden sowie die geplanten Wendezug-Doppelgarnituren vorerst nur in einem Versuchsbetrieb realisiert werden.

### Definitiver UIC-Zugbus
Mit der im Jahr 1999 erfolgten Veröffentlichung der IEC 61375 und der zweiten Ausgabe des UIC-Merkblattes 556 war der Wire Train Bus definiert. Dies beinhaltete viele Verbesserungen, vor allem beim Taufverfahren und auch bei der Sicherheitsbetrachtung, durch ein Lebenszeichen (Busy-Byte). Dadurch ist es möglich, eine außer Kontrolle geratene Fahrzeugsteuerung zu erkennen. Aufgrund der bereits erfolgten Festlegung der Telegramminhalte durch die ÖBB erfolgt die Informationsübertragung weiterhin im von der UIC vorgesehenen nationalen Freiraum.
Die neue Software wurde mithilfe von mehreren Wendezuggarnituren und Triebfahrzeugen der Reihe 1142 ausgiebig getestet. Im Oktober 1999 erfolgte die Umstellung von ca. 230 Fahrzeugen auf die neue Software. Die Reihe 1163 konnte aufgrund von notwendigen Hardwareänderungen der Lokleittechnik nicht umgestellt werden, wodurch diese nur noch mit gleicher Bauart fernsteuerbar ist. Die Reihe 1014 wurde nach einigen Tests und Verbesserungen an der Loksoftware im Mai 2000 auf die neue Zugbus-Software umgestellt. Dies erforderte zwar ein erneutes Software-Update der Steuerwagen, diese war aber mit der Vorversion kompatibel.

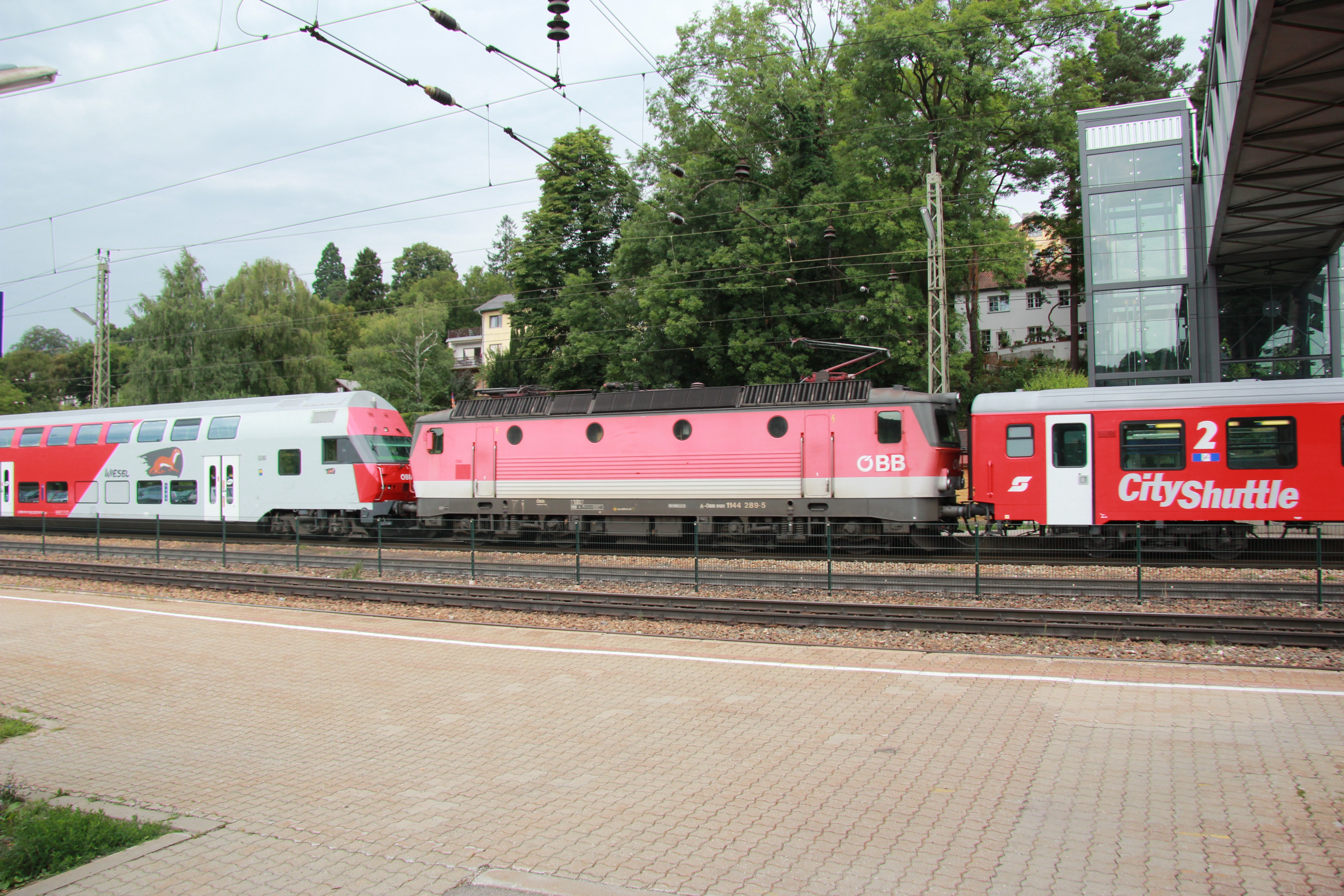
ÖBB 1144 in einer Wendezug-Doppelgarnitur

Mit dieser Software könnten praktisch beliebig viele Fahrzeuge am Bus teilnehmen. Somit konnten nach dieser Softwareumstellung die Doppelstockzwischenwagen an den Bus geschaltet werden und die geplanten Wendezug-Doppelgarnituren in der Praxis umgesetzt werden.

### Verbreitung
Nachdem sich die Letztausführung der Fernsteuerung via Zugbus und 18-poliges UIC-Kabel bei den Reihen 1014, 1142, 80-33 (heute 86-33), 26-33 sowie 80-75 (heute 80-73) bewährt hatte, erfolgten sämtliche Neuauslieferungen mit dieser Ausführung. Das betraf folgende Fahrzeuge:
- Hochleistungstriebfahrzeuge Reihen 1016 und 1116 (MÁV/GySEV 470, DB 182, Herstellerbezeichnung ES64U2)
- Verschublok Reihe 2070 (aufgrund fehlender Zugheizung nicht für Reisezüge einsetzbar)
- Dieselelektrische Streckenlok Reihe 2016 (Herstellerbezeichnung ER20)
- Universallokomotive Reihe 1144 (Umbau aller Serienfahrzeuge der Reihe 1044 auf UIC-Zugbus)
- Mehrsystemlok 1216 (SŽ 541, Herstellerbezeichnung ES64U4)
- Railjet (fix gekuppelter Wendezug mit Steuerwagen 80-90 bzw. 80-91 und zusätzlichen Verbindungsleitungen innerhalb der Garnitur)

Einen Sonderfall stellen die Talent-Triebwagen dar, die zwar entsprechend dem Fernsteuerkonzept ausgeführt, aber aufgrund der zusätzlichen Steuerleitungen und der automatischen Mittelpufferkupplung nur untereinander fernsteuerbar sind.
Die Talgo-Einheiten ICE L und die DSB EC werden aufgrund einer Vereinbarung zwischen DB, DSB und ÖBB ebenfalls das WTB-ÖBB-Protokoll als Standard benutzen.
Ebenfalls sind alle Siemens-Vectron-Lokomotiven mit dem ÖBB-Fernsteuerkonzept ausgestattet.